# Angioma en cereza
Un angioma en cereza, angioma de cereza o punto rubí es una pequeña pápula en la piel, en forma de cúpula de color rojo a púrpura. En la mayor parte de los casos aparecen varias, en el pecho, la espalda y los brazos. Suelen ser pequeñas variando entre los 0,5 mm y 6 mm de diámetro. Por lo general, no presentan otros síntomas, aunque si se rascan pueden sangrar.
Las causas no son claras. En algunos casos pueden aparecer durante el embarazo, para desaparecer poco después. Son un tipo de neoplasia no maligna, es decir un tumor inofensivo, que contiene una proliferación anormal de pequeños vasos sanguíneos. El diagnóstico se sustenta en la apariencia, que puede respaldarse con una dermatoscopia.

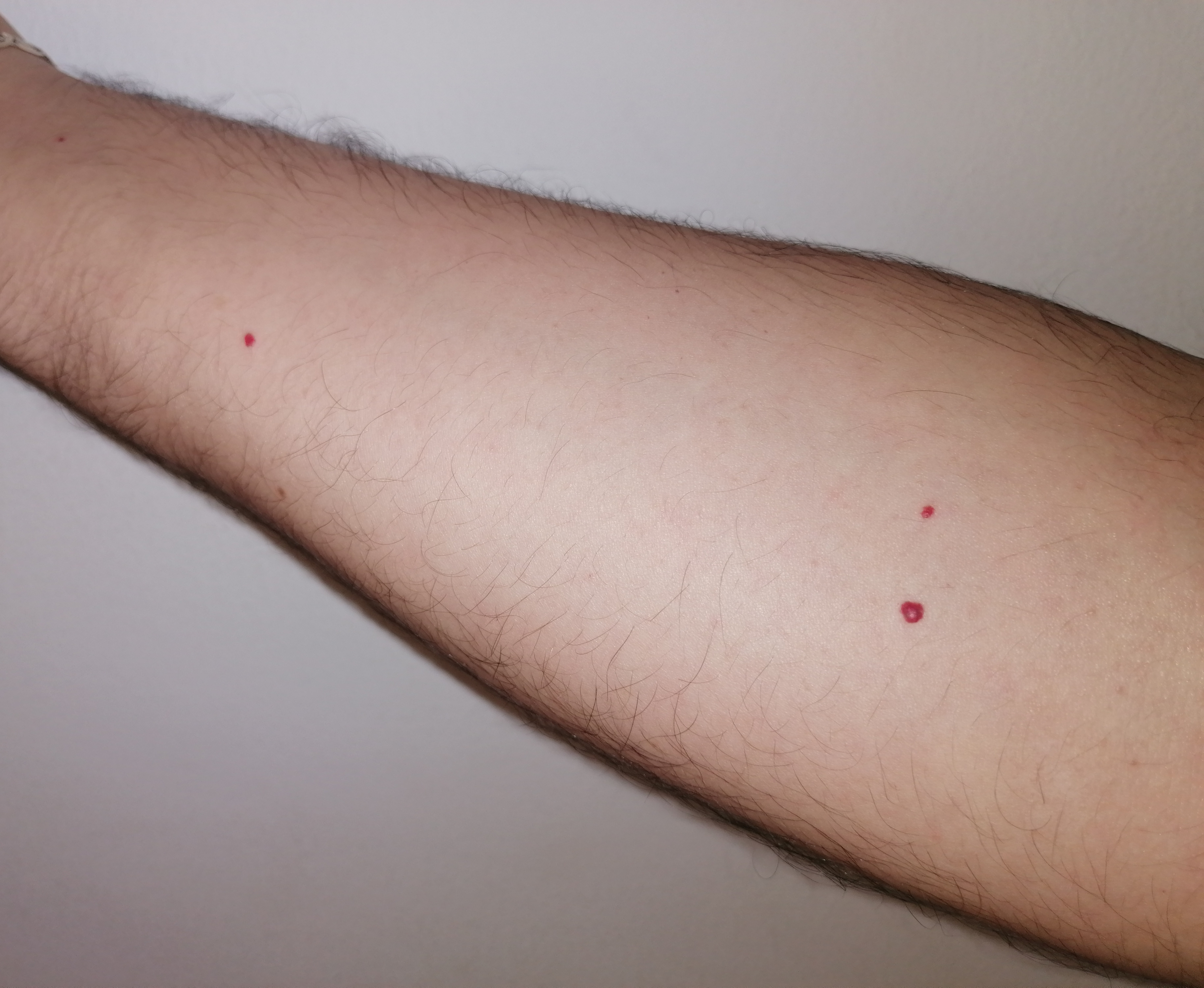
Angioma en cereza en el brazo

La gran mayoría de los casos no requiere tratamiento, aunque de ser necesario se pueden eliminar por electrocauterización, electrodesecación ligera, ablación con láser o escisión por afeitado, siempre teniendo en cuenta que esto puede dejar una cicatriz. En raras ocasiones, en casos poco claros, se pueden extirpar para poder descartar cáncer.
Son el tipo de angioma más común y se presentan en la mayoría de los adultos mayores de 30 años. Tienden a aparecer en mayor cantidad cuanto más envejece una persona. Los hombres y las mujeres se ven afectados con una frecuencia similar. Fueron descritas por primera vez por Campbell de Morgan, un cirujano británico.